# Bachs
Bachs är en ort och kommun i distriktet Dielsdorf i kantonen Zürich, Schweiz. Kommunen har 648 invånare (2023).
Orten Bachs består av ortsdelar Altbachs och Neubachs.